# Patrick Mackay
David Groves (nacido Patrick David Mackay, Middlesex, Reino Unido, 25 de septiembre de 1952) es un asesino en serie británico que confesó haber asesinado a 13 personas durante los años 1973 a 1975, en las ciudades de Londres y Kent.
Fue condenado a cadena perpetua en 1975 por un periodo mínimo de veinte años con posibilidad de libertad condicional. Desde 1995, se le negaron once solicitudes debido a que los paneles consideraron los riesgos que podría traer. En 2017 fue trasladado a una prisión abierta y pudo acceder a una licencia de liberación temporal para trabajar bajo restricciones en comunidad. 

## Biografía
Hijo de Harold Mackay, un contable escocés marcado por su servicio militar durante la Segunda Guerra Mundial. Su madre, Marion, era una mujer de ascendencia criolla originaria de la Guayana Británica. Patrick fue el primer hijo del matrimonio, y unos años más tarde nacieron sus hermanas, Ruth y Heather. Patrick fue frecuentemente abusado física y psicológicamente a manos de su padre Harold; inclusive meses antes de su nacimiento, en una ocasión mientras su padre se encontraba en estado de embriaguez, este pateó en el vientre a su esposa.
Cuanto tenía 10 años, Harold falleció de un paro cardíaco mientras se dirigía a su trabajo. Sus últimas palabras a su hijo fueron «recuerda que debes ser bueno». A Mackay se le negó asistir al funeral de su padre, se quedó desconcertado ante aquella noticia a tal punto que persistía con la idea que aun seguía con vida; guardando una fotografía de él su hasta el día de su juicio.
A la edad de once años, intentó incendiar una iglesia católica lo que lo llevó ante un tribunal, además varios cargos legales por delitos menores en su vecindario. Fue obligado a asistir en diecinueve ocasiones a numerosas instituciones especializadas para jóvenes con trastornos de comportamiento. En 1967, en un regreso fallido a Guyana; la familia se mudó a Gravesend, y Mackay asumió progresivamente el papel de figura paterna, siguiendo el mismo patrón de su padre, la violencia. Las llamadas a la policía eran tan frecuentes que venían cuatro veces por semana, los vecinos acusaban a Mackay de violencia intrafamiliar ya que en varias ocasiones, echó a su madre y a sus dos hermanas de casa. En la adolescencia, se había entregado a la crueldad animal: empezó a jugar con cadáveres de aves y arrojó a una hoguera a la tortuga de la familia, también hurtaba en los hogares de sus vecinos. Además golpeaba a su madre y sus hermanas.
A los 15 años, Mackay fue evaluado por el psiquiatra, el Dr. Leonard Carr, quien destacó que Mackay crecería para ser un «asesino psicopático frío y sin remordimientos». En octubre de 1968, fue internado en el Hospital Moss Side, en Liverpool. Allí, Mackay había desarrollado una obsesión por la ideología nazi, creía que algún día sería un dictador y dominaría el planeta. Deseaba que sus compañeros lo llamaran «Franklin Bollvolt The First», un nombre que según él, sería temido por muchos.
Los llamados y alertas por parte de otros especialistas no fueron bien atendidos por su madre en su momento, quien a menudo recurría a tribunales para su liberación. Fue dado de alta en 1972, a la edad de 20 años.
En marzo de 1975, según la familia adoptiva con la que vivía, después de que ellos se burlaran de que Mackay había estado en una relación homosexual con el Padre Crean, este se enfureció subitamente. Al día siguiente, Mackay decidió buscar al sacerdote, según él para hablar sobre el incidente del cheque. En el año 2019, se consideró la liberación de Mackay, después de que pasará un tiempo en una prisión abierta. Sin embargo, la audiencia había sido pospuesta. En mayo de 2021, con Mackay presente en la corte, la Junta de Libertad Condicional anunció que no sería elegible para su liberación.